# Hendrik Antoon Lorentz
Hendrik Antoon Lorentz (18. července 1853 Arnhem, Nizozemsko – 4. února 1928 Haarlem, Nizozemsko) byl nizozemský fyzik a laureát Nobelovy ceny za fyziku z roku 1902. Tuto cenu obdržel spolu s Pieterem Zeemanem za výzkum vlivu magnetismu na záření.

## Biografie
Narodil se 18. července 1853 v Arnhemu. Jeho otec Gerrit Frederik Lorentz (1822–1893) byl obchodník, matka se jmenovala Geertruida van Ginkel (1826–1861). V letech 1866–1869 navštěvoval nově zřízenou střední školu v Arnhemu a v roce 1870 zde složil zkoušku z klasických jazyků, která byla v té době potřebná pro vstup na univerzitu. Vystudoval fyziku a matematiku na Univerzitě v Leidenu, kde byl silně ovlivněn učitelem astronomie Frederikem Kaiserem. Po získání bakalářského titulu se v roce 1872 vrátil do Arnhemu, kde učil na střední škole matematiku. Zároveň ale pokračoval ve studiích v Leidenu. Ve svých dvaadvaceti letech obhájil s velkým úspěchem disertační práci na téma Odraz a lom světla z hlediska Maxwellovy teorie („Over de theorie der terugkaatsing en breking van het licht“). Na základě tohoto úspěchu mu zde byla zřízena nová katedra teoretické fyziky, kde od roku 1878 působil jako profesor. Jeho úvodní přednáška z 25. ledna 1878 se nazývala Molekulová teorie ve fyzice („De moleculaire theorien v de natuurkunde“).
V roce 1902 obdržel společně s P. Zeemanem Nobelovu cenu za fyziku za objev a vysvětlení Zeemanova jevu.
Od roku 1912 pracoval jako ředitel výzkumu Teylerova ústavu v Harlemu. Zůstal ale čestným profesorem v Haarlemu, kde pořádal jednou týdně přednášky.
Zemřel 4. února 1928 v Haarlemu.

## Vědecká práce
Během prvních dvaceti let se v Leidenu zaměřil na teorii elektromagnetismu ve snaze vysvětlit vztah elektřiny, magnetismu, a světla. Poté se jeho zájem rozšířil i na další obory fyziky – svými pracemi přispěl k mechanice, termodynamice, hydrodynamice, kinetické teorii, teorii pevné fáze, k výzkumu světla a jeho šíření. Jeho nejdůležitější příspěvky ale byly v oblasti elektromagnetismu, elektronové teorie a teorie relativity.
Již v počátcích považoval za velký úspěch Maxwellovu teorii elektromagnetického pole, k níž se již v počátcích přiklonil a na jejímž základu přestavěl tehdejší fyziku. Za zdroje elektromagnetického pole považoval jako první oscilující nabité částice, které jsou součástí atomů (elektrony). Předpověděl, že silné magnetické pole musí mít vliv na vlnovou délku generovaného světla, což experimentálně prokázal jeho žák P. Zeeman, s nímž získal v roce 1902 Nobelovu cenu.
V roce 1878 publikoval práci zabývající se vztahem mezi rychlostí světla a vlastnostmi prostředí, kterým se světelný paprsek šíří. Rovnice, ke které dospěl, byla nazvána Lorentzovou rovnicí.
Jako první vyložil výsledek Michelson-Morleyova experimentu na základě kontrakce délek rychle se pohybujících těles. Objevil transformaci proměnných, vůči které se Maxwellovy rovnice nemění. Tyto transformace popisující přechod mezi dvěma navzájem rovnoběžně se pohybujícími soustavami v teorii relativity a jsou po svém objeviteli pojmenovány jako Lorentzovy transformace.
Jeho jméno je také spojeno s Lorentzovou silou a Cauchy-Lorentzovým rozdělením.

### Teorie relativity

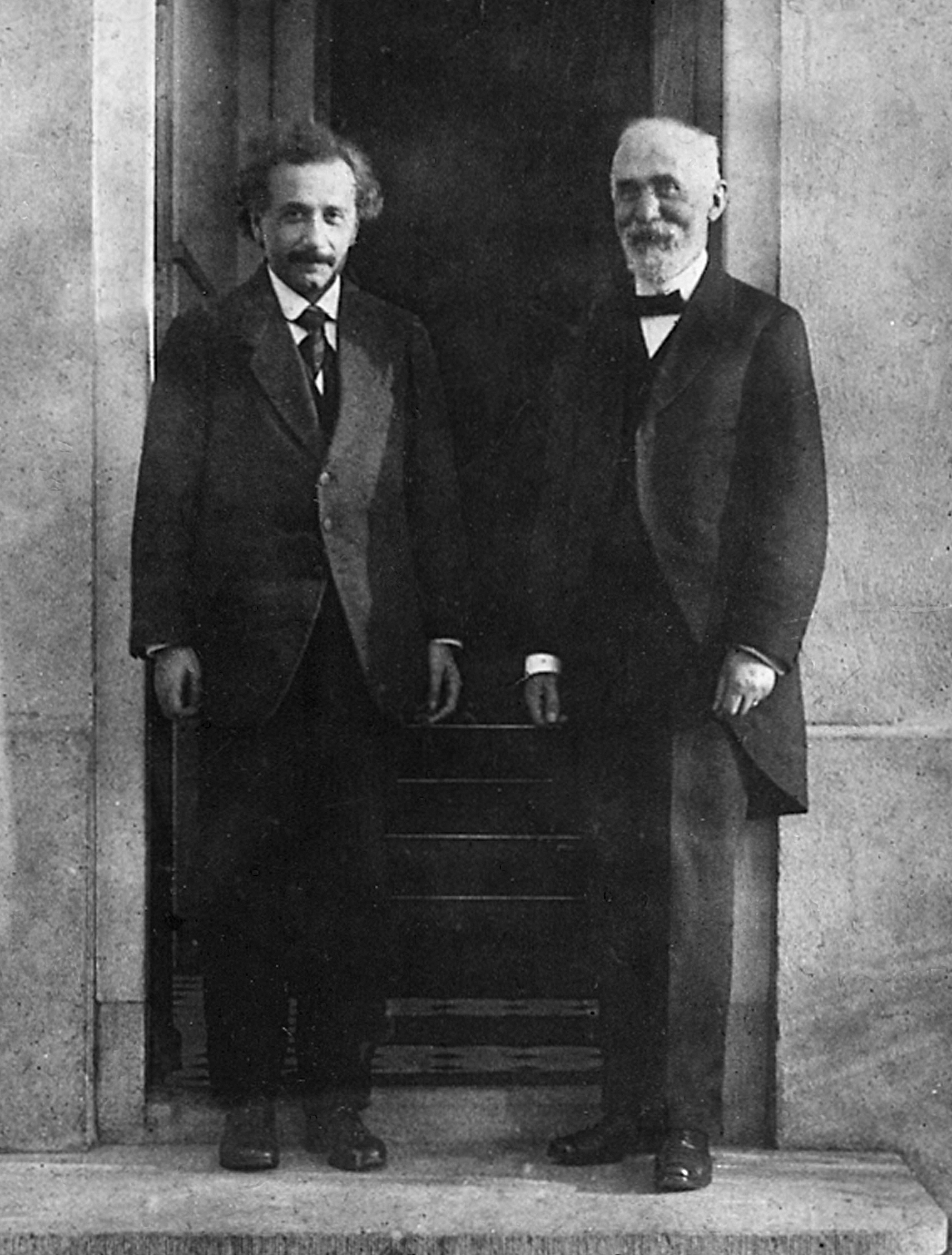
Albert Einstein a Hendrik Antoon Lorentz v Leidenu roku 1921

V roce 1892 při pokusu vysvětlit Michelson-Morleyův experiment tvrdil, že dochází ke zkracování délek pohybujících se těles (kontrakci délky) ve směru pohybu. K tomuto závěru došel již v roce 1889 George FitzGerald. Pro tento účel zavedl termín místní čas, který vyjadřoval vztah mezi současností nepohyblivého tělesa a pohybujícího se tělesa.
V roce 1899 a opět v roce 1904 přidal časovou dilataci ke svým transformacím a publikoval to, co Poincaré v roce 1905 nazval Lorentzovými transformacemi. Lorentz patrně nevěděl, že časovou dilataci předpokládal již Joseph Larmor. Ten předpovídal časovou dilataci při oběhu elektronů a publikoval identické transformace v roce 1897. Na první pohled vypadají Larmorovy a Lorenzovy rovnice, že spolu nesouvisí, ale algebraicky jsou obě shodné s rovnicemi, které publikoval Henri Poincaré a Albert Einstein v roce 1905.
Tyto matematické formulace popisují základní jevy speciální teorie relativity – růst hmotnosti, kontrakci délky, dilataci času.

## Rodina
V roce 1881 se oženil s Alettou Catharinou Kaiserovou, dcerou Johanna Wilhelma Kaisera a neteří Frederika Kaisera. Měl s ní dvě dcery a jednoho syna.